# Cesano Boscone
Cesano Boscone is een gemeente in de Italiaanse metropolitane stad Milaan (regio Lombardije) en telt 23.309 inwoners (31-12-2004). De oppervlakte bedraagt 4,0 km², de bevolkingsdichtheid is 8.027 inwoners per km².

## Demografie
Cesano Boscone telt ongeveer 9.856 huishoudens. Het aantal inwoners daalde in de periode 1991-2001 met 10,2% volgens cijfers uit de tienjaarlijkse volkstellingen van ISTAT.
| Jaar | Inwoneraantal |
| ---- | ------------- |
| 1991 | 26.260        |
| 2001 | 23.593        |

## Geografie
Cesano Boscone grenst aan de volgende gemeenten: Milaan, Corsico, Trezzano sul Naviglio.